# ابزار تست نرم‌افزار
تست IOS فرایندی است که از ابتدای چرخه نرم‌افزار تا انتهای چرخه ادامه دارد، با گسترش وسعت صنعت نرم‌افزار تست دستی به مرور جای خود را به تست خودکار داده است و استفاده از ابزارهای خودکار سازی تست امری متداول به حساب می‌آید. در انواع مختلف تست نرم‌افزار ابزارهای مختلفی وجود دارند، هر کدام از این ابزارها مزایا و معایبی دارند که باید با توجه به نرم‌افزاری که قرار است تست شود و نوع تست مورد بررسی و انتخاب قرار گیرند.
ابزارهای تست را به روش‌های مختلفی می‌توان دسته‌بندی کرد ولی روش مرسوم این است که بر اساس نوع تست ابزارها نیز دسته‌بندی می‌شوند.

## ابزارهای تست کارکردی
این ابزارها برای تست صحت عمکرد سیستم هستند. به کمک این ابزارها می‌توانیم درستی عملکرد سیستم را در حالات مختلف بررسی کنیم، چند نمونه از ابزارهای تست کارکردی عبارت اند از:
SOATest و Ranorex.

## ابزارهایتست کارایی
تست کارایی یا Performance از مهم‌ترین تست‌های مورد نیاز در صنعت نرم‌افزار است و اهمیت آن هر روز بیشتر می‌شود. در این تست کارایی سیستم بررسی می‌شود و می‌توانیم شاخص‌های مورد نیاز برای این نوع تست (زمان پاسخ، در دسترس بودن سیستم، ...) را بررسی می‌کند و در این نوع تست ابزار بسیار مهم است زیرا نمی‌توان بدون ابزار بار لازم را بر روی سیستم آورد. نمونه‌هایی از ابزارهای مطرح تست کارایی:
WPLT و LoadTest.

## ابزارهای تست امنیت
تست امنیت از جمله تست های مهمی است که بسیار مورد توجه قرار گرفته است، ابزارهای زیر در این زمینه پیشینهٔ قویی دارند:
Acunetix و Checkmarx.

## ابزارهای تست واحد و یکپارچه سازی
JTest، dotTest و C++Test.

## ابزارهای مدیریت تست
TestLink و Concerto.

## ابزارهای مدیریت پیکربندی و تغییرات
Mantis ،Jira و Bugzilla برای issue tracking.

## ابزارهای برنامه‌نویسی بهینه
JTest، dotTest، C++Test و Sonar.

## ابزارهای برنامه‌نویسی امن
Checkmarx، JTest، dotTest، C++Test و Sonar.